# Aszot Anastasjan
Aszot Anastasjan, orm. Աշոտ Անաստասյան (ur. 16 lipca 1964, zm. 26 grudnia 2016) – ormiański szachista, arcymistrz od 1993 roku.

## Kariera szachowa
Jest wielokrotnym medalistą indywidualnych mistrzostw Armenii, w tym ośmiokrotnie złotym (w latach 1983, 1985, 1986, 1987, 1988, 1992 wraz z Artaszesem Minasjanem, 1994 i 2005). Pomiędzy 1992 a 2002 rokiem sześciokrotnie wystąpił na szachowych olimpiadach, zdobywając 3 medale: dwa brązowe wraz z drużyną (1992, 2002) oraz indywidualnie złoty, za wynik na IV szachownicy w roku 2000. Poza tym czterokrotnie (1993 – 2005) reprezentował narodowe barwy w drużynowych mistrzostwach świata (na których zdobył 5 medali: trzy brązowe wraz z drużyną oraz srebrny i brązowy za wyniki indywidualne), jak również czterokrotnie (1992 – 2005) w drużynowych mistrzostwach Europy (na których zdobył również 5 medali: złoty i brązowy wraz z drużyną oraz dwa złote i brązowy za wyniki indywidualne). Trzykrotnie startował w mistrzostwach świata systemem pucharowym: w Groningen (1997, porażka w I rundzie z Yasserem Seirawanem), Moskwie (2001, zwycięstwa nad Aleksiejem Fiodorowem i Péterem Lékó, w III rundzie porażka z Predragiem Nikoliciem) i Trypolisie (2004, zwycięstwa nad Bu Xiangzhi i Dasem Neelotpalem, w III rundzie porażka z Aleksandrem Bielawskim).
W 1992 podzielił II miejsca w Woskriesiensku (m.in. wraz z Michałem Krasenkowem) oraz w Moskwie (memoriał Aleksandra Akechina, za Siergiejem Tiwiakowem, m.in. wraz z Władimirem Jepiszynem, Konstantinem Asiejewem, Jaanem Ehlvestem, Wołodymyrem Małaniukiem i Grigorijem Serperem), w 1993 zwyciężył w Katowicach oraz podzielił II lokatę w Rostowie nad Donem (za Stanisławem Sawczenko, m.in. wraz z Michałem Krasenkowem, Aleksiejem Driejewem i Witalijem Cieszkowskim). W kolejnych latach sukcesy odniósł m.in. w Erywaniu (1994, memoriał Tigrana Petrosjana, I m. przed Władimirem Akopjanem), Ankarze (1995, turniej strefowy, dz. I m. wraz z Giorgi Giorgadze i Wasiliosem Kotroniasem), Budapeszcie (1999, I m.), Abu Zabi (1999, dz. I m. wraz z Michaiłem Saltajewem i Szuchratem Safinem), Dubaju (2003, dz. II m. za Baadurem Dżobawą, wraz z Gabrielem Sargissjanem i Siergiejem Wołkowem), Erywaniu (2004, memoriał Tigrana Petrosjana, dz. III m. za Pawłem Smirnowem i Wasylem Iwanczukiem, m.in. wraz z Aleksandrem Areszczenko, Zwiadem Izorią i Gabrielem Sargissjanem), ponownie w Dubaju (2005, dz. II m. za Wang Hao, m.in. wraz z Merabem Gagunaszwili, Zacharem Jefimienko, Zhang Zhongiem i Bu Xiangzhi) i Abu Zabi (2005, I m.; 2006, dz. I m. wraz z Wugarem Gaszimowem i 2007, dz. I m. wraz z Bassemem Aminem).
Najwyższy ranking w karierze osiągnął 1 stycznia 2000 r., z wynikiem 2606 punktów dzielił wówczas 77-78. miejsce na światowej liście FIDE, jednocześnie zajmując 3. miejsce (za Władimirem Akopjanem i Rafaelem Waganjanem) wśród ormiańskich szachistów.